# Top 100 History Makers
De Top 100 History Makers was een televisieprogramma uitgezonden op Prime Television New Zealand eind 2005. 430 uitzonderlijke Nieuw-Zeelanders werden genomineerd, waaruit een panel de 100 meest invloedrijke personen uit de Nieuw-Zeelandse geschiedenis werden geselecteerd. De verkiezing gebeurde via sms en via het internet.

## Het panel
De einduitslag werd bepaald via het panel wat bestond uit bekende Nieuw-Zeelanders.
- Stacey Daniels – televisie- en radiopersoonlijkheid
- Raybon Kan - komiek
- Robyn Langwell - journalist
- Douglas Lloyd-Jenkins – historicus en schrijver
- Melanie Nolan - historicus
- Joseph Romanos – schrijver en journalist
- Tainui Stephens - televisieproducer
- Kerre Woodham - radiopersoonlijkheid

## Top 101 History Makers
1. Ernest Rutherford
2. Kate Sheppard
3. Edmund Hillary
4. George Grey
5. Michael Joseph Savage
6. Āpirana Ngata
7. Hone Heke
8. Frederick Truby King
9. William Hobson
10. Jean Batten
11. Brian Barratt-Boyes
12. Peter Snell
13. William Pickering
14. Peter Jackson
15. Janet Frame
16. Te Rauparaha
17. Colin Meads
18. Whina Cooper
19. Katherine Mansfield
20. Thomas Brydone en William Soltau Davidson
21. Richard Pearse
22. Te Whiti o Rongomai
23. Richard Seddon
24. Te Rangi Hiroa (Peter Buck)
25. Julius Vogel
26. Maurice Wilkins
27. Helen Clark
28. Mabel Howard
29. Bernard Freyberg
30. Harold Gillies
31. Kiri Te Kanawa
32. Keith Park
33. Alan MacDiarmid
34. Peter Blake
35. C.E. Beeby
36. Jack Lovelock
37. John Bedbrook
38. James Keir Baxter
39. Fred Hollows
40. Murray Halberg
41. Neil Finn
42. Edward Gibbon Wakefield
43. David Lange
44. Robert Muldoon
45. Thomas J Edmonds
46. Colin McCahon
47. Colin Murdoch
48. Archibald McIndoe
49. Samuel Marsden
50. Peter Fraser
51. John Clarke
52. Ettie Rout
53. Arthur Lydiard
54. Kupe
55. Te Puea Herangi
56. John Walker
57. Tim Finn
58. John A. Lee
59. James Wattie
60. Bill Hamilton
61. Norman Kirk
62. Bill Gallagher
63. Michael King
64. Frances Hodgkins
65. George Nepia
66. James Fletcher
67. Suzanne Aubert
68. Charles Heaphy
69. Alfred Hamish Reed
70. Frank Sargeson
71. Roger Douglas
72. Matthew During
73. Te Kooti Arikirangi Te Turuki
74. Hongi Hika
75. David Low
76. Kate Edger
77. Marie Clay
78. Rewi Alley
79. Thomas Rangiwahia Ellison
80. Rua Kenana Hepetipa
81. Tahupotiki Wiremu Ratana
82. Aunt Daisy
83. Charles Upham
84. Ralph Hotere
85. Richard Hadlee
86. Billy T James
87. Keith Sinclair
88. Charles Goldie
89. John Minto
90. Rudall Hayward
91. Witi Ihimaera
92. John Rangihau
93. Dave Dobbyn
94. Russell Coutts
95. Jonah Lomu
96. Peter Mahon
97. Georgina Beyer
98. A J Hackett
99. Denny Hulme
100. Russell Crowe
101. Mountford T Woollaston

## Publieke ranking
1. Ernest Rutherford
2. Kate Sheppard
3. Edmund Hillary
4. Charles Upham
5. Billy T James
6. David Lange
7. Apirana Ngata
8. Colin Murdoch
9. Rua Kenana Hepetipa
10. Roger Douglas